# Slobodni svijet
Slobodni svijet (engl. Free World) je izraz iz doba hladnog rata i često se rabi za opisivanje stanja u državama koje nisu pod vlašću Sovjetskog Saveza, njegovih istočno europskih saveznika, NR Kine i drugih komunističkih država u kojima su ograničene osobne slobode. Dakle slobodni svijet su države svijeta čij politički sustav odgovara demokraciji u skladu sa standardima današnjeg zapadnog svijeta (višestranačje, sloboda izražavanja i sl.). 
Pojam se često rabio u državama kao što su Sjedinjene Države, Kanada, i zapadne europske države, kao što su Velika Britanija, Francuska i SR Njemačka (sve članice NATO-a).
Osim toga također ponekad uključuje anti-komunističke države britanskog Commonwealtha, Japana, Izraela, i nedemokratskih anti-komunističkih država kao što su Španjolska pod vlascu Francisco Franca, Grčka pod vojnom huntom između 1967. – 1974., Čilea pod Pinochetom i Tajvana u doba Čang Kai-šeka.
Zbog istaknute uloge SADa tijekom hladnoga rata, predsjednik Sjedinjenih Američkih Država često je zaključio da je "vođa slobodnog svijeta". Pojam podrazumijeva, da je američki predsjednik kao šef glavne demokratske velesile posredno vođa svih svjetskih demokratskih država. 